# DSB MQ
Die Baureihe DSB MQ ist ein dieselmechanischer Nahverkehrstriebzug aus dem von Rail Systems (früher Siemens Mobility) entwickelten Fahrzeugkonzept Desiro Classic für die Dänischen Staatsbahnen DSB.
Zwei dänische Privatbahnen haben ebenfalls Triebzüge dieses Typs beschafft. Technisch sind die Züge nahezu baugleich mit der DB-Version der Baureihe 642.

## Geschichte
Im Dezember 2000 mieteten die DSB drei rote Triebwageneinheiten von Angel Trainz Contracts Ltd. an. Diese wurden von der Siemens AG in Deutschland neu gebaut und waren identisch mit dem Typ DB 642. Nachdem sie unter anderem mit Kaffeemaschinen ausgestattet wurden, wurden sie am 22. März 2001 als MQ 4951 / 4971–4953 / 4973 auf der Bahnstrecke Odense–Svendborg in Betrieb genommen.
Nachdem mit den Zügen gute Erfahrungen gemacht wurden, entschieden die DSB 2002, zwölf komplett neue Züge von Angel Trainz zu mieten, um den Gesamtverkehr auf der Strecke zwischen Svendborg und Odense auf diese Baureihe umzustellen. Die drei Vorserienzüge wurden zurückgegeben und die zwölf neuen Zügen kamen ab Herbst 2002 auf der Strecke grau/blauen DSB-Design zum Einsatz.

## Hersteller und Betreiber
Hersteller ist der Bereich Trains von Rail Systems, in dessen Werk in Krefeld-Uerdingen Konstruktion und Produktion stattfinden.

### Danske Statsbaner (DSB)
Zwölf Triebzüge mietete die DSB von der Leasinggesellschaft Alpha Trains (früher Angel Trains International). Sie wurden zwischen Juli und November 2002 der DSB übergeben und sind seit Dezember 2002 auf der Strecke Odense–Svendborg eingesetzt. Diese zwölf Züge laufen als Baureihe MQ im dunkelblau-grauen Auftritt der DSB, ihre Betriebsnummern lauten MQ 4111 bis MQ 4122 und MQ 4911 bis MQ 4922. Im Gegensatz zu den bis dahin hergestellten Siemens Desiro Classic der DB-Baureihe 642 verfügen die dänischen Triebzüge über einen Kaffeeautomaten im Mehrzweckbereich und komfortablere Sitze mit Klapptischen in der Rückenlehne. Des Weiteren wurden eine dänische Zugbeeinflussungsanlage ATC (Automatic Train Control), Schiebetritte und videoüberwachte Einstiege installiert.
Am 30. Juni 2009 wurde ein weiterer Liefervertrag über acht neue Fahrzeuge sowie eine Option auf weitere 92 Stück unterzeichnet. Diese acht Züge (MQ 4123 / 4930 – MQ 4130 / 4930) wurden ab Oktober 2010 geliefert und bis 2016 auf der Strecke von Aarhus auf die Halbinsel Djursland (Grenaabanen) eingesetzt. Dort übernahmen sie die Dienste der bis zu diesem Zeitpunkt dort eingesetzten Baureihe MR. Diese Fahrzeuge erfüllen im Vergleich zu den ersten zwölf Fahrzeugen bei erhöhter Motorleistung eine strengere Abgasnorm.
Ab Sommer 2016 wurden sie durch den Ausbau der Aarhus Nærbane überflüssig. Sie sind seither auf der Bahnstrecke Roskilde–Næstved eingesetzt.
Im Jahr 2020 verloren die DSB auf mehreren Nebenbahnen die Konzession für den Personenverkehr. Daher wurden die Triebwagen überflüssig. Sie wurden an Arriva Danmark und Midtjyske Jernbaner verkauft.

### NJJ DM (Nordjyske Jernbaner)

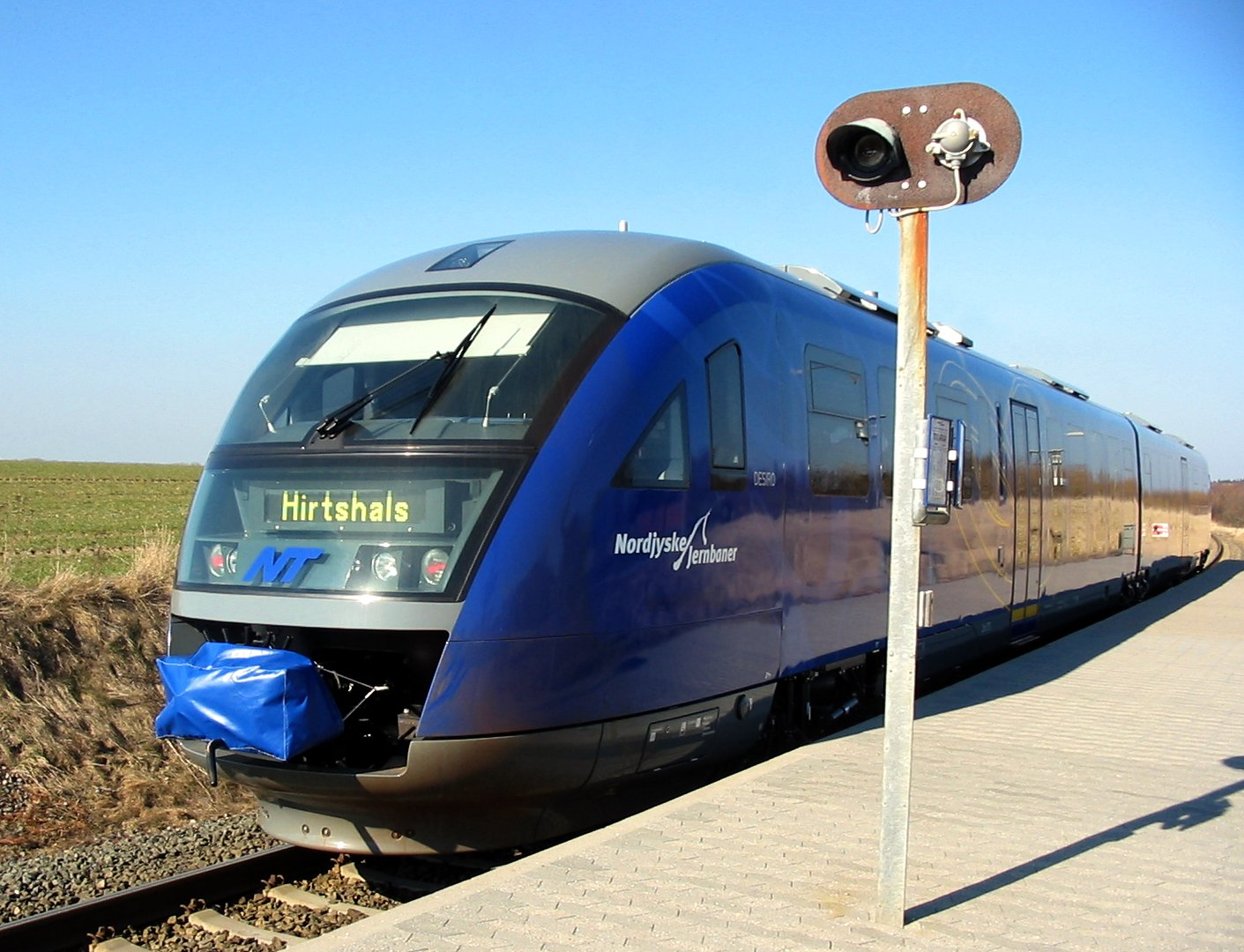
Desiro Classic der Nordjyske Jernbaner

2004 und 2005 wurden sieben Triebzüge von der dänischen Privatbahn Nordjyske Jernbaner beschafft. Sie wurden im Frühjahr 2004 bei Siemens bestellt und ab Oktober desselben Jahres ausgeliefert. Die Züge sind dunkelblau gehalten und nach lokalen Künstlern benannt. Sie tragen die Betriebsnummern DM 541 bis DM 547 und DM 571 bis DM 577.
2007 wurde der Triebzug der Helsingør–Hornbæk–Gilleleje Banen übernommen und als DM 548/578 eingereiht.
Sie werden im Norden Jütlands auf der 40 Kilometer langen Bahnstrecke Frederikshavn–Skagen sowie auf der 17 Kilometer langen Bahnstrecke Hjørring–Hirtshals zwischen Hjørring und Hirtshals eingesetzt.

### HHGB DM (Helsingør–Hornbæk–Gilleleje Banen)
Ein Triebzug wurde im April 2001 an die dänische Privatbahn Helsingør–Hornbæk–Gilleleje Banen (HHGB) geliefert. Der Zug mit der Betriebsnummer DM 101/201 war in den Farben der DB Baureihe 642 lackiert. Nachdem die HHGB 2001 in die Lokalbanen A/S aufgegangen war, blieb dieser Zug ein Einzelstück. Das Fahrzeug wurde 2007 an die Nordjyske Jernbaner verkauft.

### MjbaD MQ (Midtjyske Jernbaner)
Im Jahre 2020 wurden die vier Garnituren MQ 4111 / MQ 4911 – MQ 4114 / MQ 4914 von Midtjyske Jernbaner mit den EVN-Nummern 95 86 0004 111-X bis 114-X (A-Teil) bzw. 911-X bis 914-X (B-Teil) von den DSB übernommen. Die Betriebsnummern blieben unverändert.

### Arriva AR
Im Jahre 2020 wurden die 16 Garnituren MQ 4115 / MQ 4915 – MQ 4915 / MQ 4930 von Arriva Danmark mit den EVN-Nummern 95 86 0004 115-X bis 130-X (A-Teil) bzw. 915-X bis 930-X (B-Teil) von den DSB übernommen. Arriva teilte bei der Betriebsnummernvergabe die Triebzüge nach den verschiedenen Motoren in zwei Gruppen ein. Die Züge mit den Motoren der Abgasnorm II erhielten die Betriebsnummern AR 3065 – AR 3072, die ehemaligen DSB-Züge MQ 4123 / 4930 – MQ 4130 / 4930 mit den Motoren der Abgasnorm III bekamen die Nummern AR 4083 – AR 4090. Die Fahrzeuge auf der bis Dezember 2020 von den DSB bedienten Bahnstrecke Odense–Svendborg blieben nach der Übernahme des Personenverkehrs durch Arriva weiterhin im Einsatz.